# Olszówka (Bielsko-Biała)
Olszówka (niem. Ohlisch, czes. Olšavka) – dzielnica zwyczajowa Bielska-Białej położona w południowej części miasta, wzdłuż potoku o tej samej nazwie, u podnóża Beskidu Śląskiego (Koziej Góry, Kołowrotu, Cybernioka, Szyndzielni i Dębowca). Dzieli się na Olszówkę Dolną (Nieder-Ohlisch) i Olszówkę Górną (Ober-Ohlisch) – obie z nich to dawne wsie założone w II połowie XVI wieku, później związane odpowiednio z Mikuszowicami Śląskimi oraz Kamienicą i wraz z nimi przyłączone do miasta w 1968. Stanowi popularną dzielnicę willową nazywaną też Cygańskim Lasem przez skojarzenie z parkiem leśnym o tej nazwie.

## Położenie
Granice obrębów ewidencyjnych tożsamych z granicami dawnych wsi wyznaczają:
- na północy – ulica Pokoju, linia przecinająca kompleks Szpitala Wojewódzkiego, ulica Małkowskiego i Młodzieżowa, linia przecinająca ZIAD po ulicę Żołędziową
- na zachodzie – linia przecinająca szczyt Dębowiec
- na południu i południowym wschodzie – linia zbliżona do granicy zabudowy u podnóża Beskidu Śląskiego, ulica Olszówka (między skrzyżowaniem z ulicą Filatelistów a nr 10) i potok Olszówka (od budynku przy ulicy Olszówka 10 do mostu w ciągu ulicy Bystrzańskiej)

Olszówkę Dolną od Olszówki Górnej oddziela linia pokrywająca się z przebiegiem ulicy Młodzieżowej i Kaktusowej. Od północy, zachodu i południowego wschodu dzielnica otoczona jest przez tereny przynależne do Kamienicy. Na południowym wschodzie graniczy z Mikuszowicami Śląskimi oraz obrębem Bystra Śląska (częścią wsi Bystra włączoną w skład miasta w 1990 – należy do niej większość Cygańskiego Lasu).
Zgodnie z obowiązującym od 2002 podziałem na osiedla (jednostki pomocnicze gminy) niemal cała Olszówka należy do Mikuszowic Śląskich z wyjątkiem niewielkiego obszaru po północnej stronie alei Armii Krajowej w rejonie ZIAD i hali widowiskowo-sportowej, który wchodzi w skład osiedla Kamienica.

## Historia
Początki obu wsi sięgają akcji kolonizacyjnej, która nastąpiła po 1561, gdy dokonano ostateczne podziału lasu miejskiego (jego pozostałością jest Cygański Las) między mieszczan bielskich a szlacheckich właścicieli Kamienicy. Olszówka Górna należała do Kamienicy, Dolna natomiast była własnością miasta i została najpewniej założona z inicjatywy jego władz. Pierwsza wzmianka o nich pochodzi z 1572. Losy Olszówki Dolnej związane były w kolejnych wiekach z Mikuszowicami, które również stanowiły majątek feudalny Bielska. Według spisu parafialnego (należała do parafii św. Mikołaja) z 1834 liczyła ona 23 domy i 204 mieszkańców. Podział na Olszówkę Górną przynależną administracyjnie do Kamienicy i Olszówkę Dolną stanowiącą część Mikuszowic utrzymał się po wprowadzeniu nowoczesnego podziału na gminy w 1849, jakkolwiek obie miejscowości pozostały odrębnymi jednostkami katastralnymi.

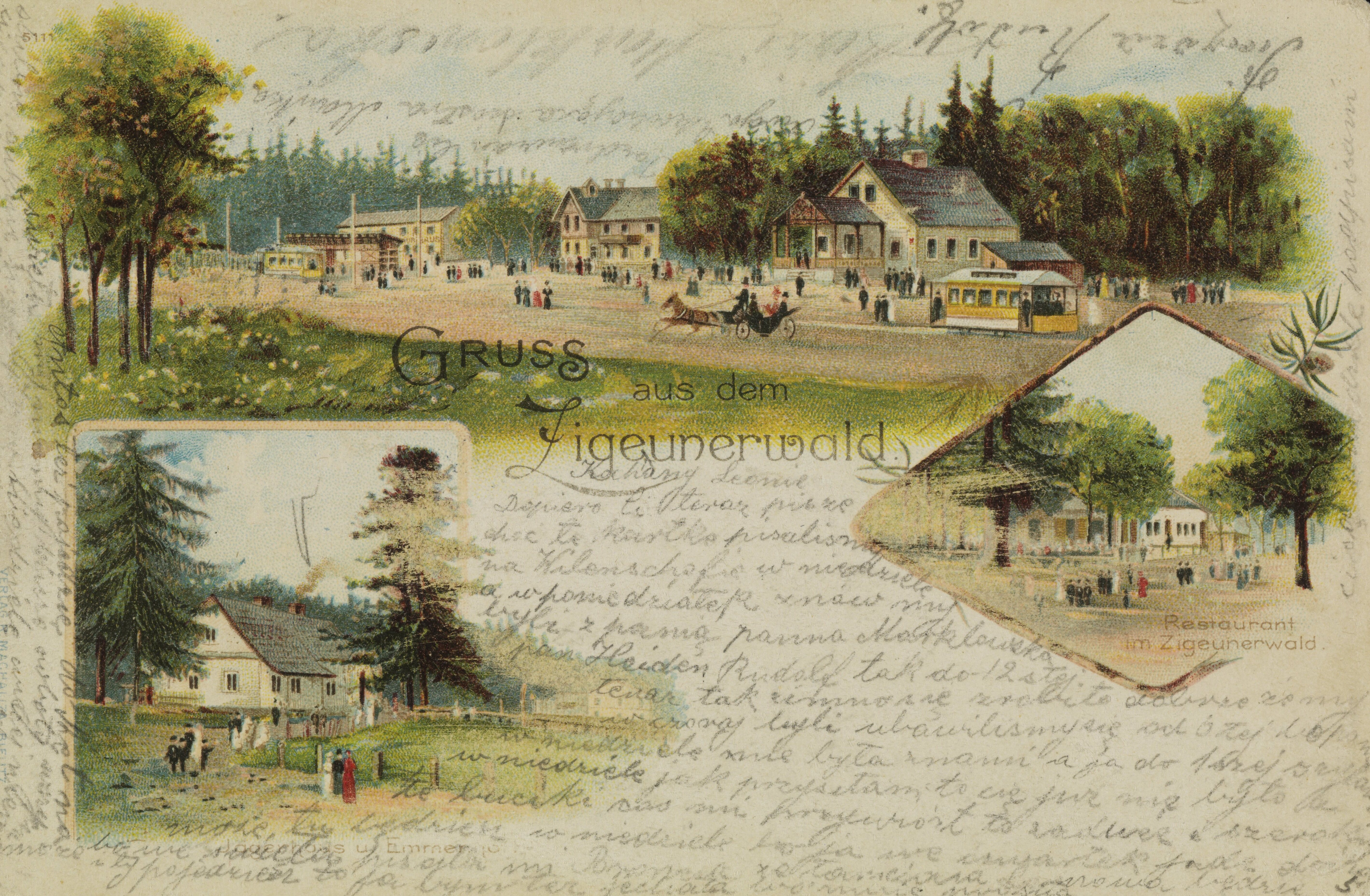
Pocztówka z Olszówki (około 1905)

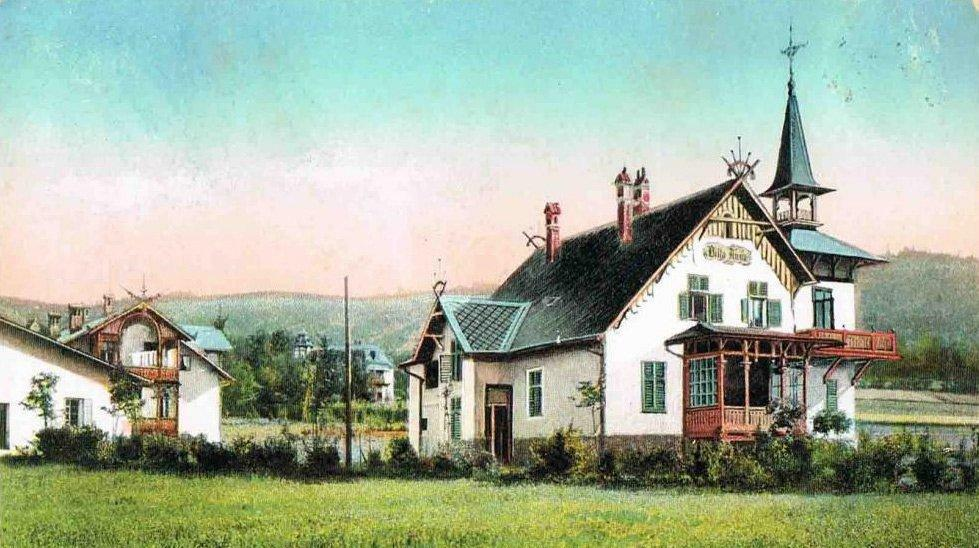
Willa Johanna Scholza (≈ 1915)

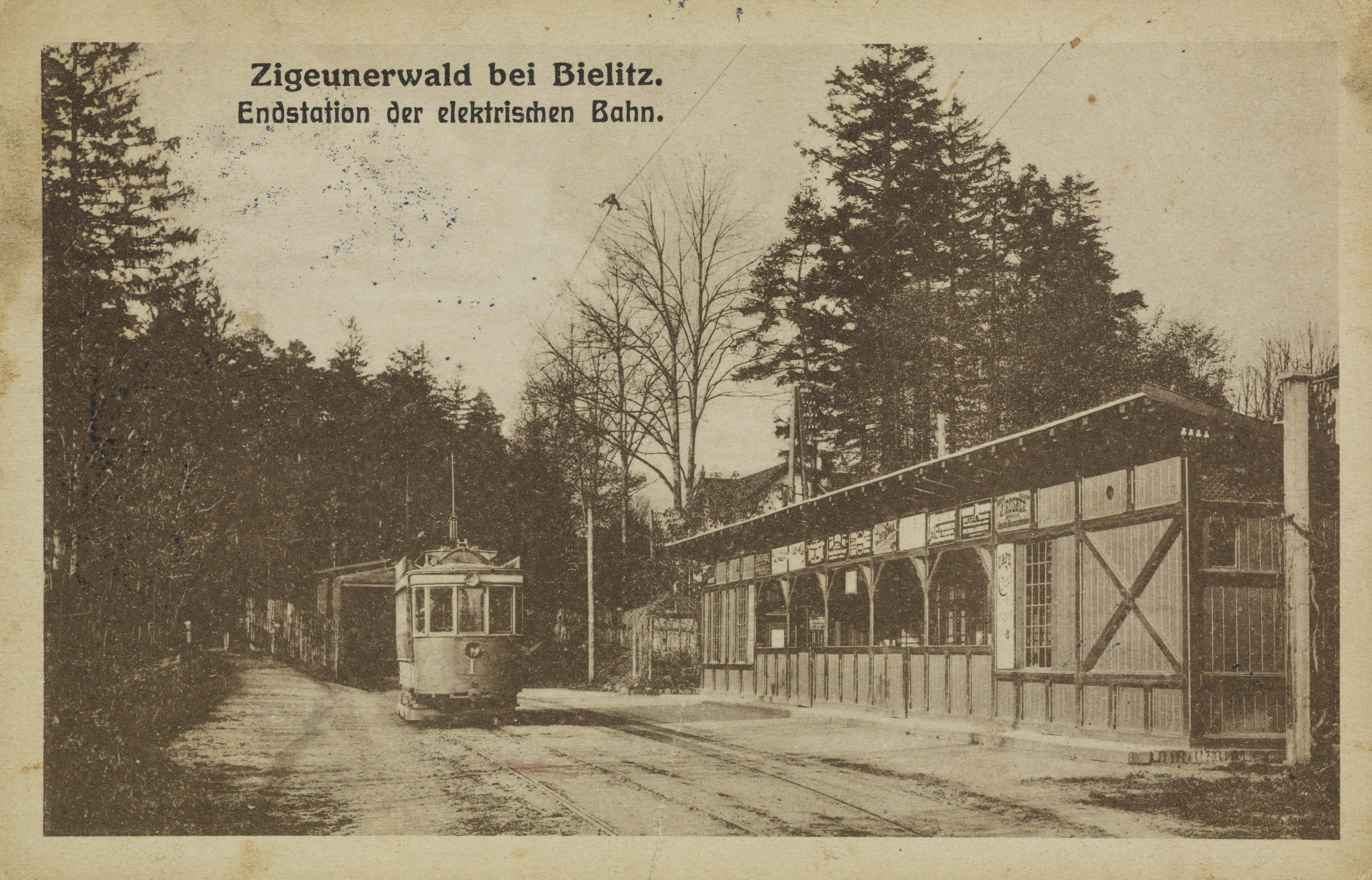
Końcowy przystanek tramwaju w Olszówce Dolnej (1914)

W latach 80. XIX wieku Cygański Las (Zigeunerwald) został z inicjatywy Bielsko-Bialskiego Towarzystwa Upiększania Miasta (Bielitz-Bialaer Verschönerungsverein) przekształcony w park leśny na wzór Lasku Wiedeńskiego. Olszówka stopniowo przekształciła się w dzielnicę wypoczynkową, gdzie swoje wille letniskowe budowali przedstawiciele bielsko-bialskiej burżuazji. Powstawały też liczne hotele i restauracje, m.in. Kurhaus (1870), Bernhard Hof (1890), Beskiden-Hotel (1895) i Johanneshof (1907). W 1895 uruchomiono linię tramwajową, która połączyła dworzec kolejowy w Bielsku i centrum miasta z Olszówką Dolną. Przystanek końcowy znajdował się w miejscu dzisiejszej pętli autobusowej Cygański Las. Linia funkcjonowała do 1971.
W 1910 Olszówka Dolna liczyła 541 mieszkańców w 54 zamieszkanych budynkach, z tego 93,8% niemiecko- i 6,2% polskojęzycznych; 44,4% katolików, 47,3% ewangelików i 8,1% żydów. W Olszówce Górnej żyło 201 osób w 24 zamieszkanych budynkach, z tego z tego 87,1% niemiecko- i 12,9% polskojęzycznych; 62,2% katolików, 36,3% ewangelików i 0,1% żydów.
Częścią Bielska-Białej stały się obie Olszówki w 1969 wraz z przyłączeniem do miasta Mikuszowic Śląskich (od 1958 osiedle typu miejskiego) i Kamienicy. Od tego czasu nieprzerwanie kontynuowany jest rozwój zabudowy mieszkaniowej w dzielnicy, któremu towarzyszą kontrowersje związane z jej chaotycznym charakterem, działalnością deweloperów, degradacją krajobrazu ukształtowanego na przełomie XIX i XX wieku, a także niedostateczną opieką nad starszymi obiektami. W 2000 powstało Stowarzyszenie „Olszówka”, którego celem jest ochrona wartości kulturalnych i przyrodniczych dzielnicy oraz działalność edukacyjna. Reakcją na wyburzenie w 2009 zabytkowej willi Karla Hauptiga z 1888 przy ulicy Olszówka 27 pod zabudowę wielorodzinną było założenie społecznego Komitetu Obrony Cygańskiego Lasu, którego priorytetem jest zachowanie willowo-wypoczynkowego charakteru dzielnicy.

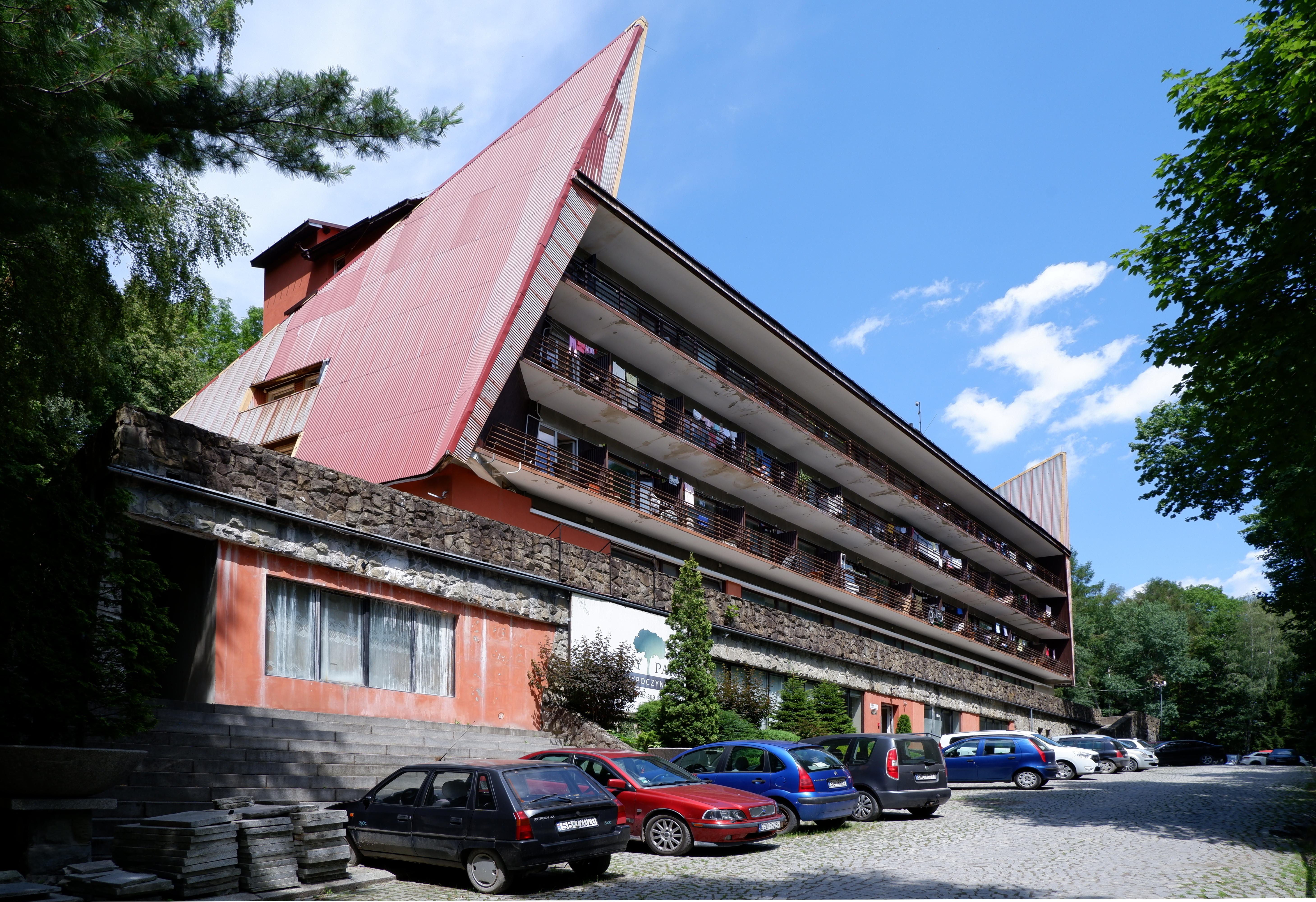
Hotel Beskidy Park (dawny Transportowiec), widok współczesny

W 1953 uruchomiono kolej gondolową na Szyndzielnię, której stację dolną ulokowano w Olszówce Górnej. W jej pobliżu powstał w 1963 dom wczasowy Związku Zawodowego Transportowców i Drogowców (Transportowiec, obecnie Beskidy Park), a w 1974 rozpoczął działalność Ośrodek Wdrażania Postępu Technicznego w Energetyce (później przemianowany na Zakład Informatyki, Automatyki i Doskonalenia Zawodowego), na potrzeby którego powstał duży kompleks obiektów przy ulicy Armii Krajowej. Również w 1974 oddano do użytku nową zajezdnię komunikacji miejskiej przy ulicy Długiej. W latach 80. XX wieku w miejscu niemieckiego cmentarza wojskowego z okresu II wojny światowej przy ulicy Karbowej urządzono plac kempingowy. Na pograniczu Olszówki Górnej i Kamienicy znajduje się Szpital Wojewódzki budowany w latach 1983–2002, hala widowiskowo-sportowa oddana do użytku w 2009 oraz szczyt Dębowiec, na północnych stokach którego otwarto w 2013 Bielsko-Bialski Ośrodek Rekreacyjno-Narciarski. W 2019 przemianowano ośrodek psychiatryczny przy ulicy Różanej na Bielskie Centrum Psychiatrii „Olszówka” w nawiązaniu do jego potocznej metonimicznej nazwy.

## Komunikacja

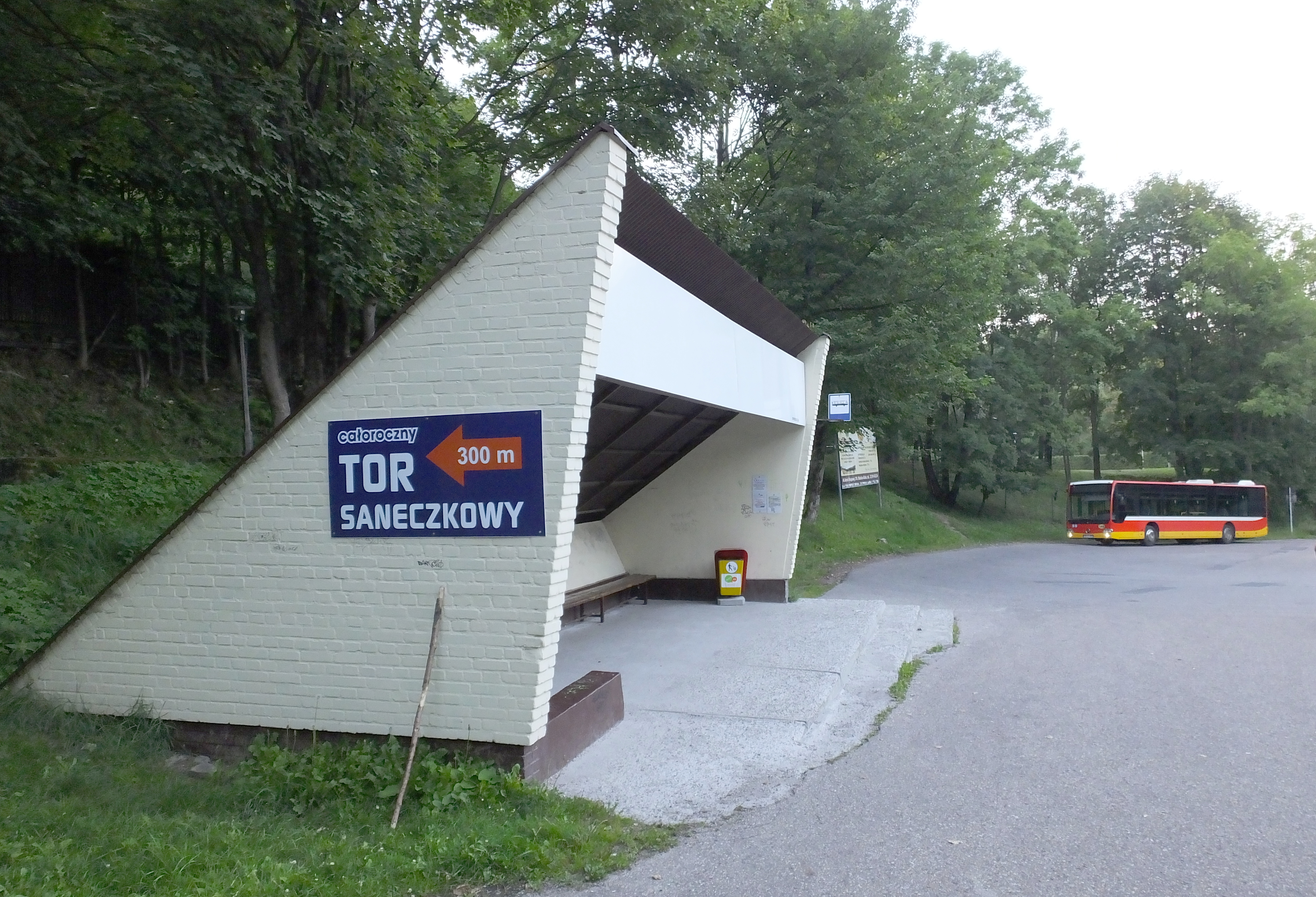
Pętla autobusowa Szyndzielnia

Osią urbanistyczną Olszówki jest licząca ponad trzy kilometry ulica o tej samej nazwie, współcześnie funkcjonująca jako droga o lokalnym znaczeniu. Komunikacja miejska obsługuje tylko jej początkowy odcinek do pętli Cygański Las w Olszówce Dolnej stanowiącej końcowy przystanek linii autobusowej nr 1. Po ulicy Długiej obok zajezdni MZK Bielsko-Biała kursują (stan 2022) linie nr 1, 12, 34 oraz nocne N1 i N2. 
Dojazd do Olszówki Górnej zapewnia aleja Armii Krajowej połączona ze Śródmiejską Obwodnicą Zachodnią oraz prowadząca do centrum Kamienicy ulica Karbowa. Do pętli Szyndzielnia położonej w sąsiedztwie dolnej stacji kolei gondolowej kursują (stan 2022) linie autobusowe nr 7 i 8. Przy hali widowiskowo-sportowej, Szpitalu Wojewódzkim oraz przy skrzyżowaniu alei Armii Krajowej i Karbowej znajdują się duże parkingi samochodowe.

## Galeria

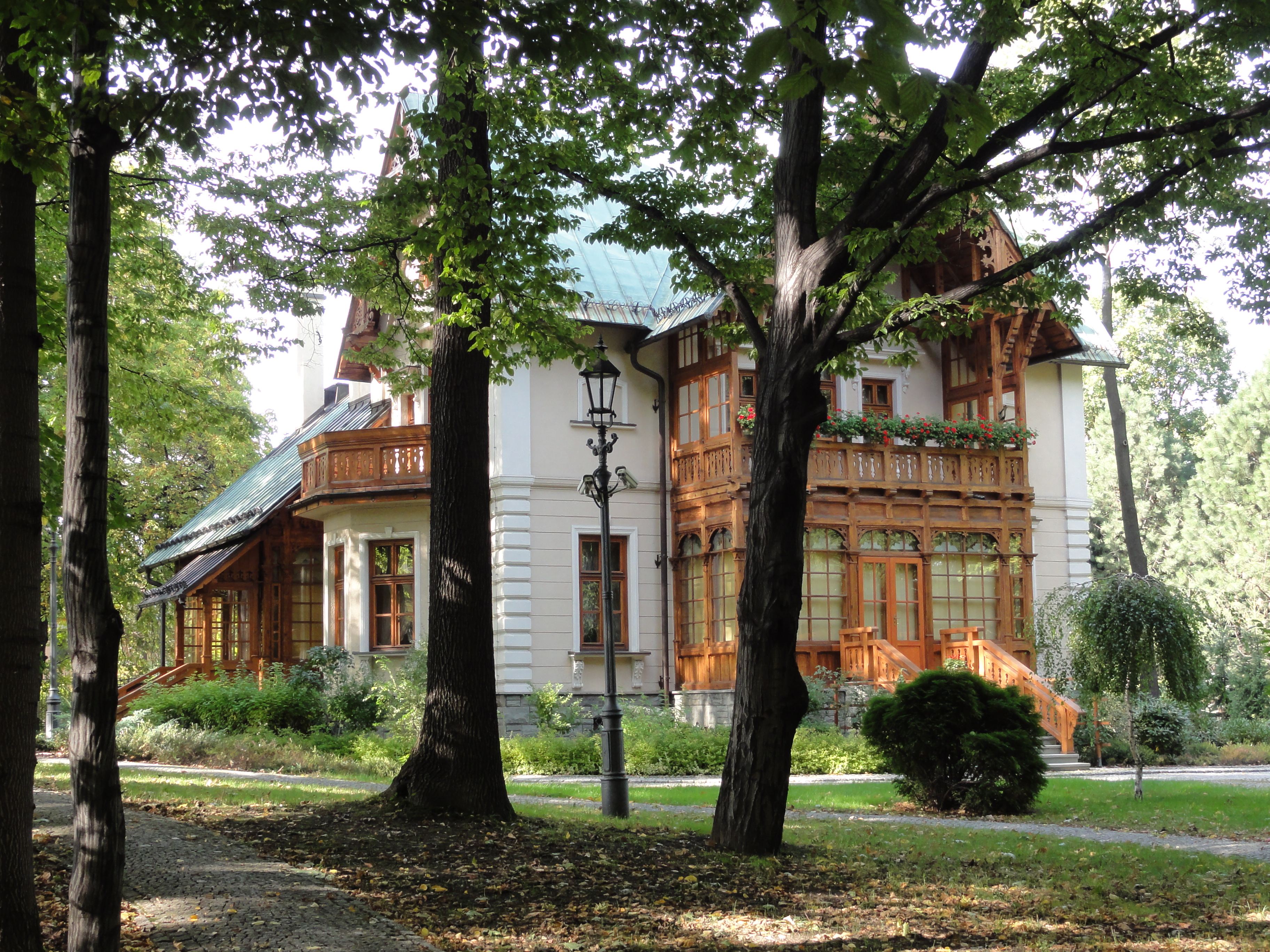
Willa Adolfa Mänhardta (1890; ul. Laskowa 54)
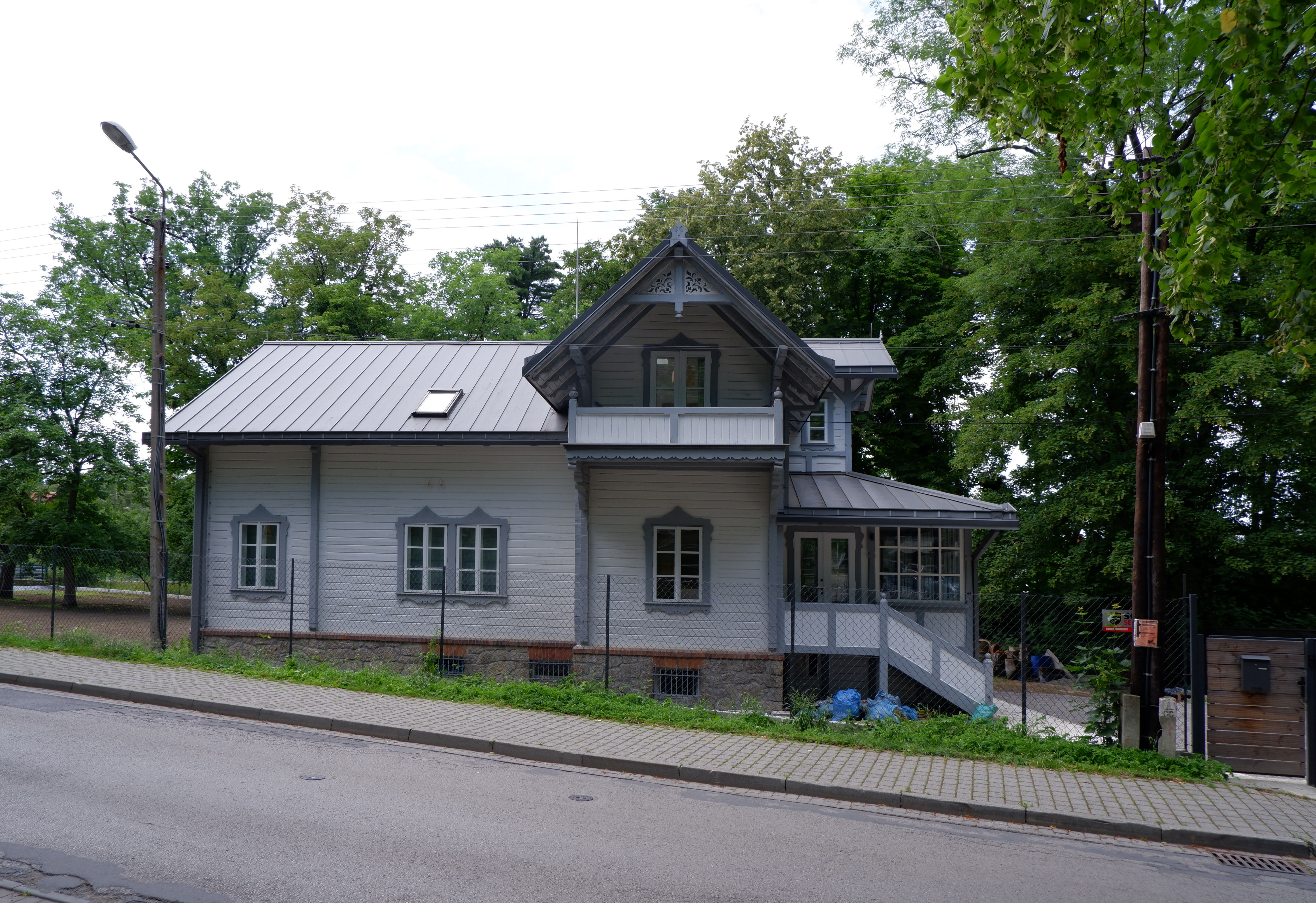
Willa Carla Korna (1891; ul. Olszówka 46)
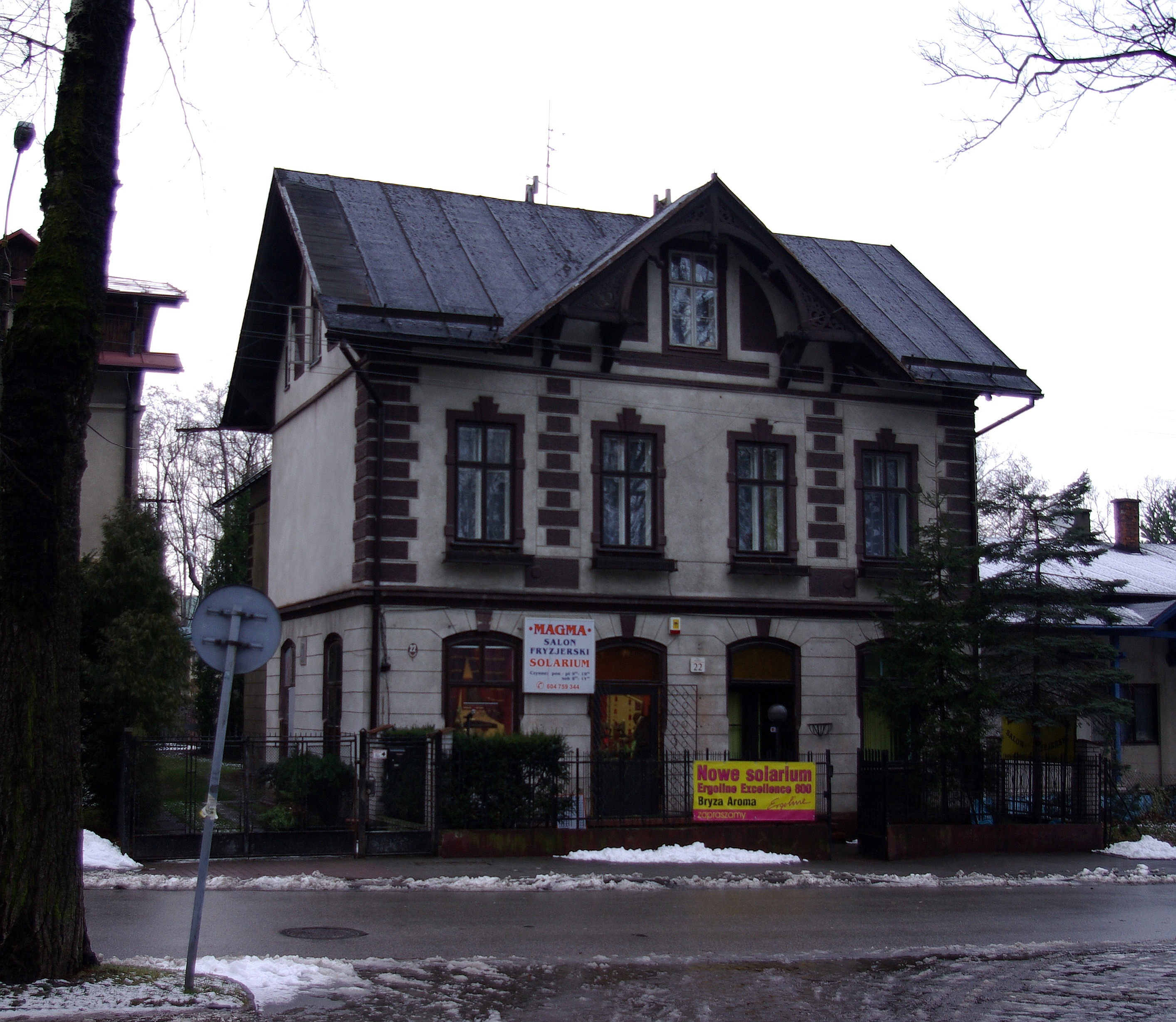
Hotel Beskid, dawny Beskiden-Hotel (budynek z 1904)
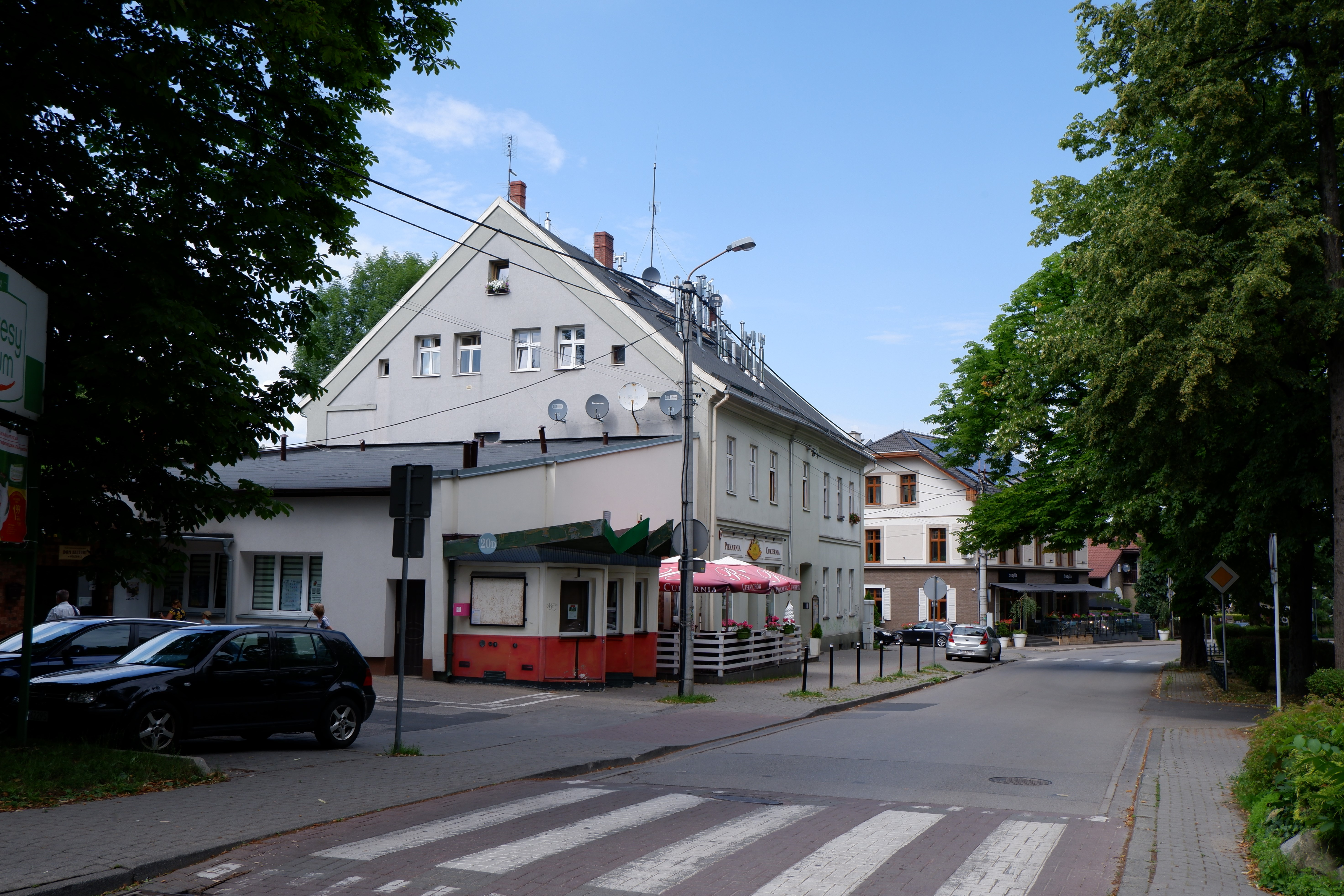
Centrum Olszówki Dolnej, po lewej dawny Kurhaus (1870)
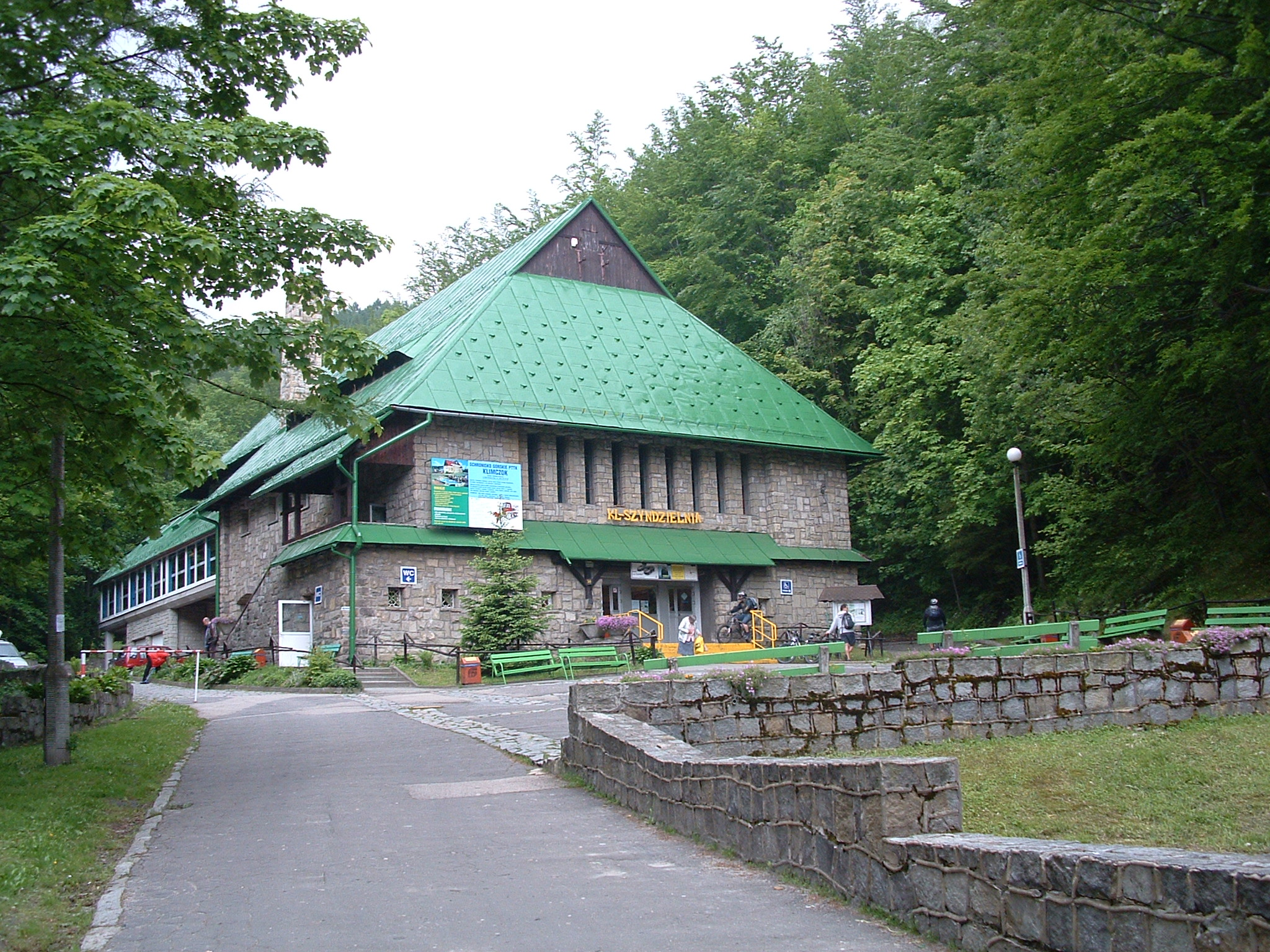
Dolna stacji kolejki na Szyndzielnię
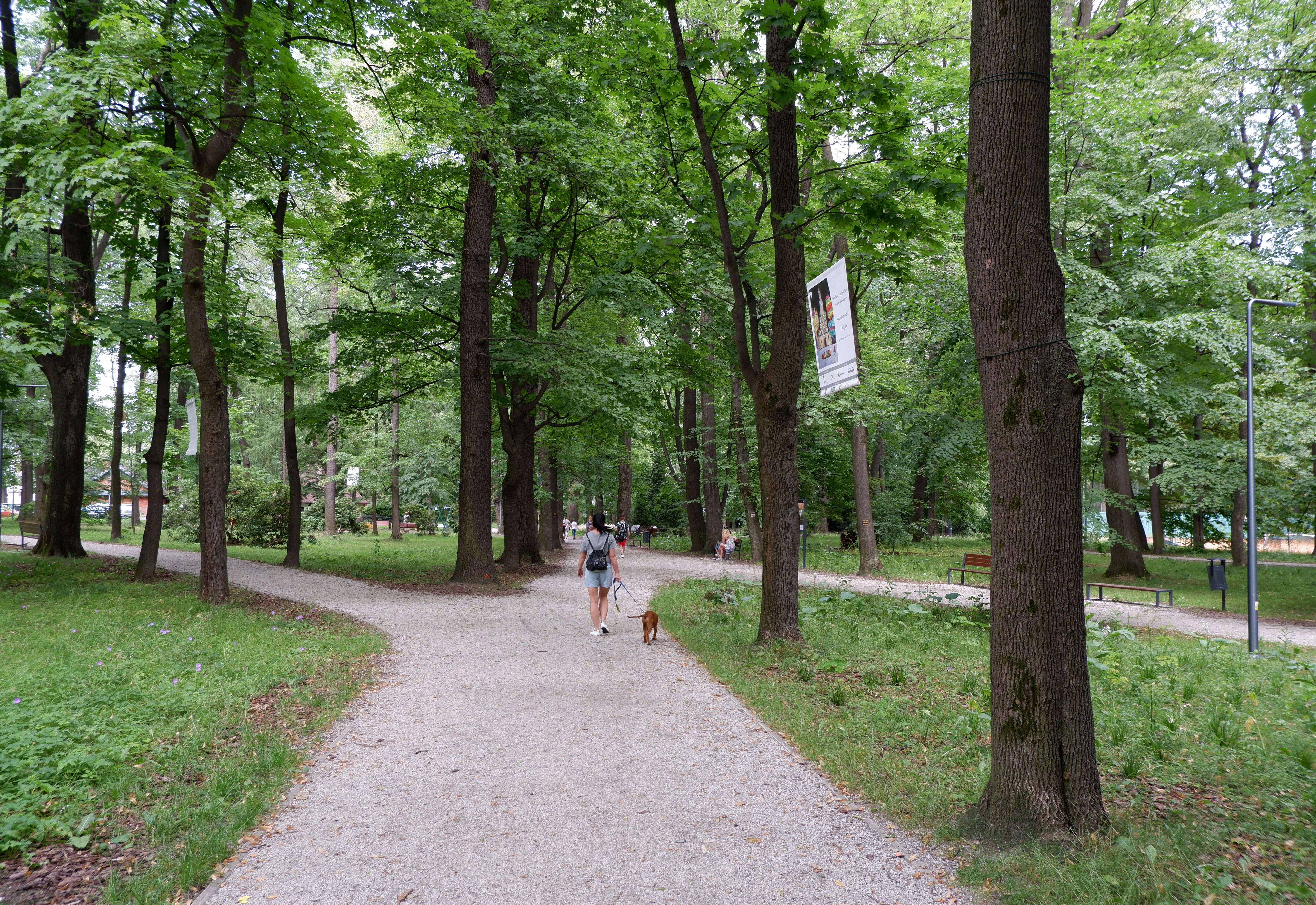
Cygański Las
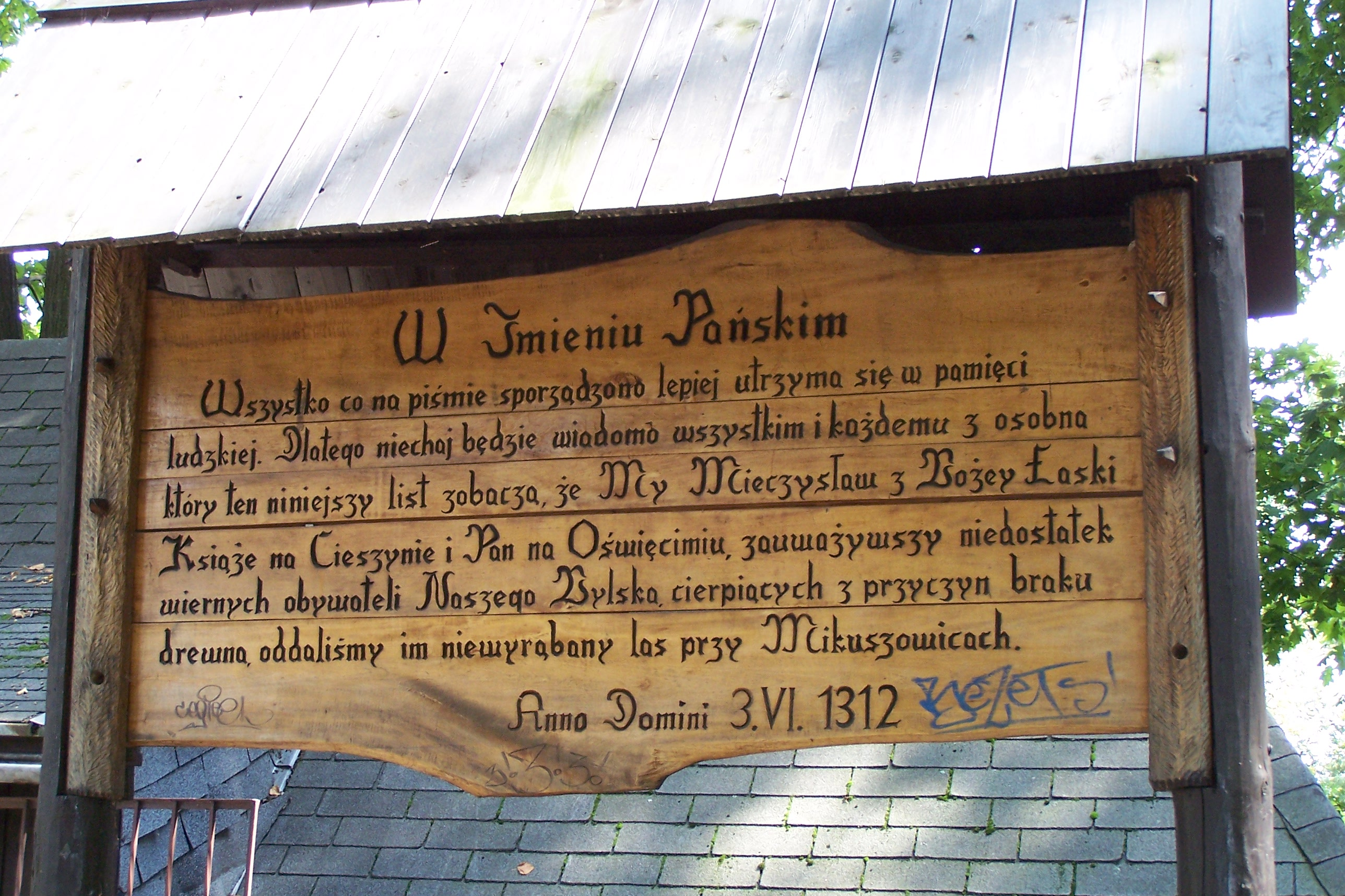
Tablica upamiętniająca założenie miasta przy pętli autobusowej Cygański Las
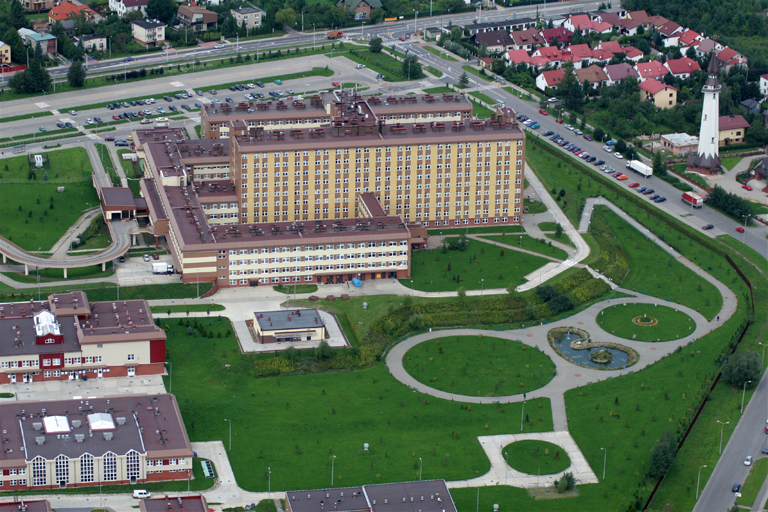
Szpital Wojewódzki